# Liste von Persönlichkeiten der Stadt Bad Harzburg
Die Liste von Persönlichkeiten der Stadt Bad Harzburg enthält Personen, die in der Geschichte der niedersächsischen Stadt Bad Harzburg im Landkreis Goslar eine nachhaltige Rolle gespielt haben. Es handelt sich dabei um Persönlichkeiten, die hier geboren oder gestorben sind oder in Bad Harzburg beziehungsweise in den heutigen Ortsteilen gewirkt haben.
Für die Persönlichkeiten aus den nach Bad Harzburg eingemeindeten Ortschaften siehe auch die entsprechenden Ortsartikel.

## Ehrenbürger
- 1. April 1895: Otto von Bismarck (1815–1898), Reichskanzler
- 4. Juli 1938: Dietrich Klagges (1891–1971), Ministerpräsident des Freistaates Braunschweig von 1933 bis 1945 (NSDAP).
- Oktober 1938: Ernst Dommes, Badekommissar

## Söhne und Töchter der Stadt
Die folgenden Personen sind in Bad Harzburg oder den heutigen Ortsteilen der Stadt geboren. Ob sie ihren späteren Wirkungskreis in Bad Harzburg hatten oder nicht, ist dabei unerheblich.

### Persönlichkeiten des 19. Jahrhunderts

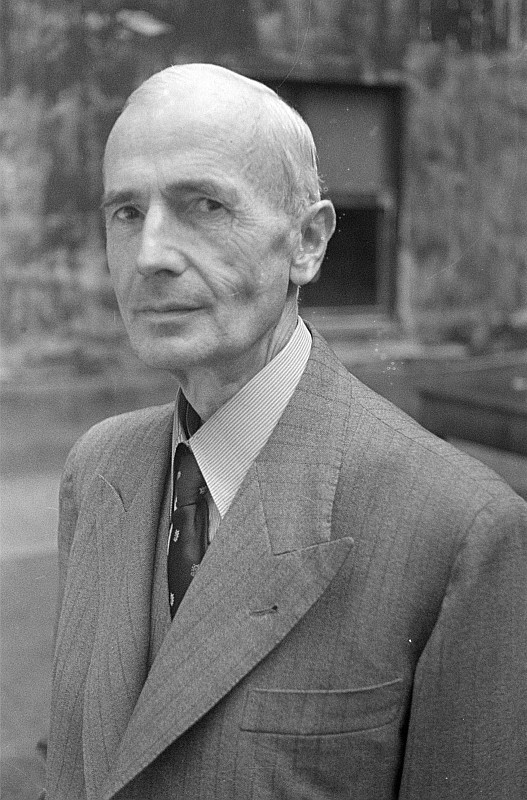
Waldemar Koch

- Johann Christoph Lüders (1803–1872), Industriepionier und Kommunalpolitiker
- Conrad Willgerodt (1841–1930), Chemiker
- Hedwig von Alten (1847–1922), Schriftstellerin und Frauenrechtlerin
- Bernhard Dommes (1864–1936), Schriftsteller
- Eberhard von Brandis (1868–1933), Hofjägermeister und Mitglied des Provinziallandtages der Provinz Hessen-Nassau
- Felix von Amsberg (1875–1945), Verwaltungs- und Hofbeamter
- Otto Nordmann (1876–1946), Chirurg in Berlin, 1939 Präsident der Deutschen Gesellschaft für Chirurgie
- Walter Justus Jeep (1878–1964), evangelischer Pfarrer und hoher Kirchenfunktionär der Inneren Mission
- Hermann Nordmann (1880–1962), Kommunalpolitiker, Bürgermeister der Stadt Bad Harzburg von 1946 bis 1956
- Waldemar Koch (1880–1963), Wirtschaftsingenieur, Hochschullehrer und liberaler Politiker (DDP, LDP, FDP)
- Kurt Körber (1885–1957), evangelischer Theologe, Historiker und Pädagoge
- Friedrich Bernhard (1888–1945), Generalleutnant im Zweiten Weltkrieg; geboren auf Gut Radau
- Erika Janensch (1891–1961), Kindergärtnerin, Jugendleiterin, Wohlfahrtspflegerin und Seminarleiterin
- Günther Nebelung (1896–1970), Jurist
- Emil Herzig (1898–1962), Architekt

### Persönlichkeiten des 20. Jahrhunderts

#### 1901 bis 1950

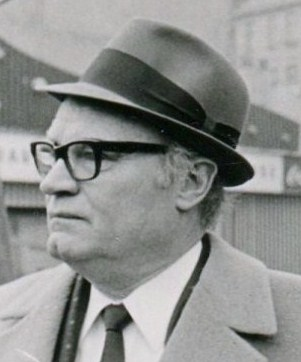
Willi Bartels

- Lutz Mackensen (1901–1992), Sprachforscher, Volkskundler und Lexikograph
- Friedrich Klages (1904–1989), Chemiker und apl. Professor für Chemie
- Hans Meier (1913–2001), Politiker, Oberbürgermeister von Jena
- Manfred Schmidt (1913–1999), Comiczeichner und humoristischer Reiseschriftsteller
- Willi Bartels (1914–2007), Unternehmer, „König von St. Pauli“
- Kurt Uihlein (1919–2013), Tapetenfabrikant, Kaufmann, Unternehmer und Mäzen
- Hanna Neumeister, geb. Meyer (1920–2010), Politikerin (CDU)
- Eberhard Fiebig (* 1930), Bildhauer
- Klaus Homann (1937–2004), Politiker und Bürgermeister von Bad Harzburg
- Dieter Bahlo (1938–2015), Architekt
- Joachim Rosenmüller (* 1940), Mathematiker und Ökonom (Spieltheorie)
- Hannsjörg Voth (* 1940), Künstler
- Eckhard Rohkamm (* 1942), Industriemanager
- Rainer Enskat (* 1943), Philosoph
- Hans-Jürgen Schrader (* 1943), Literaturwissenschaftler
- Monika Breustedt (* 1945), Malerin, Zeichnerin, Fotografin und Objektkünstlerin
- Mathias Greffrath (* 1945), Soziologe, Schriftsteller und Journalist
- Wolf-Dieter Haardt (* 1945), evangelischer Pastor
- Martin Hecht (* 1946), Radiomoderator, Werbesprecher und Rundfunkproduzent
- Hans-Peter Schwintowski (* 1947), Rechtswissenschaftler
- Thomas Zacharias (* 1947), Leichtathlet
- Hans-Christian Bues (* 1948), Schriftsteller
- Stefan Bajohr (1950–2022), Politiker (B’90/Grüne), Hochschullehrer und Sozialwissenschaftler

#### 1951 bis 2000

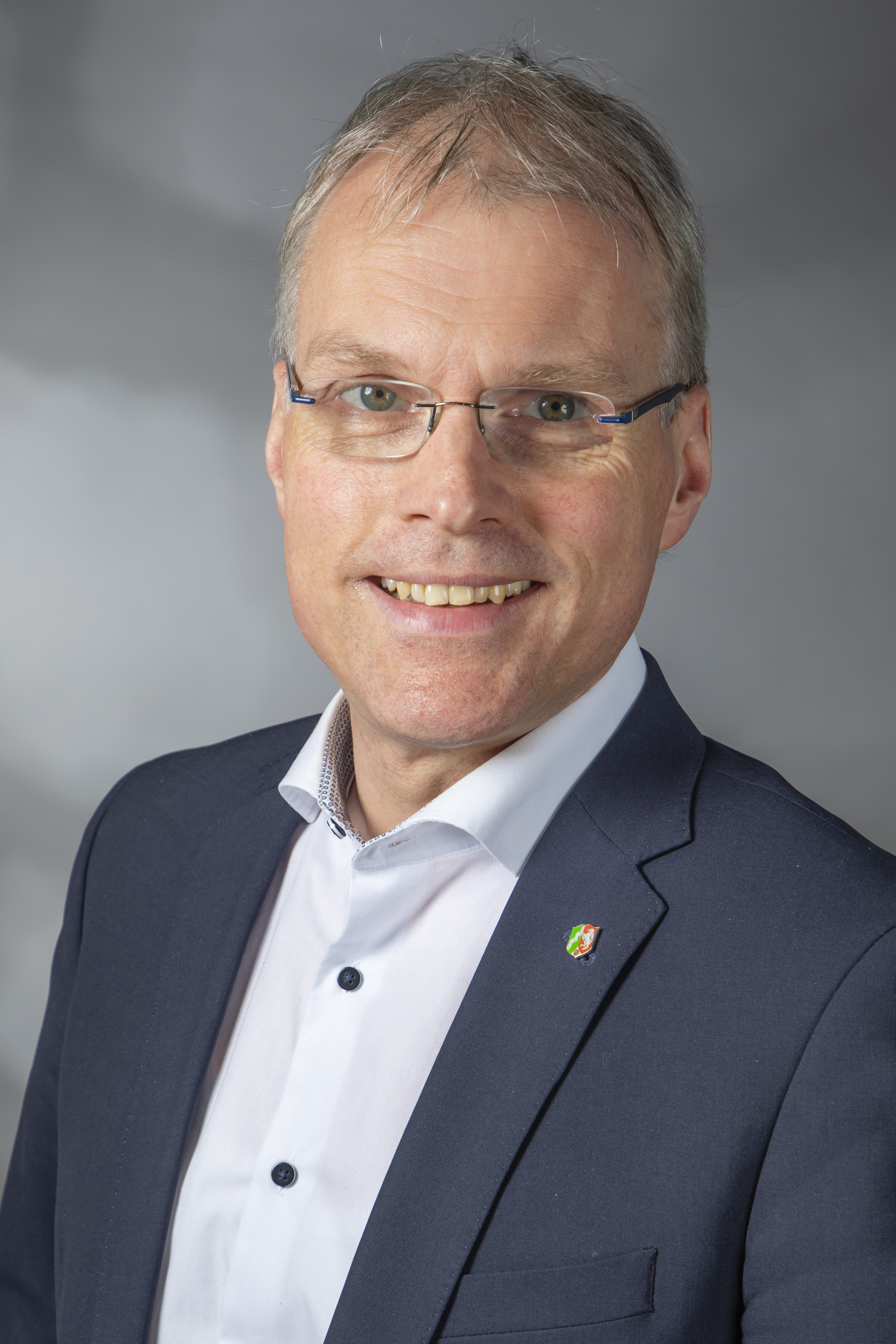
Oliver Krauß

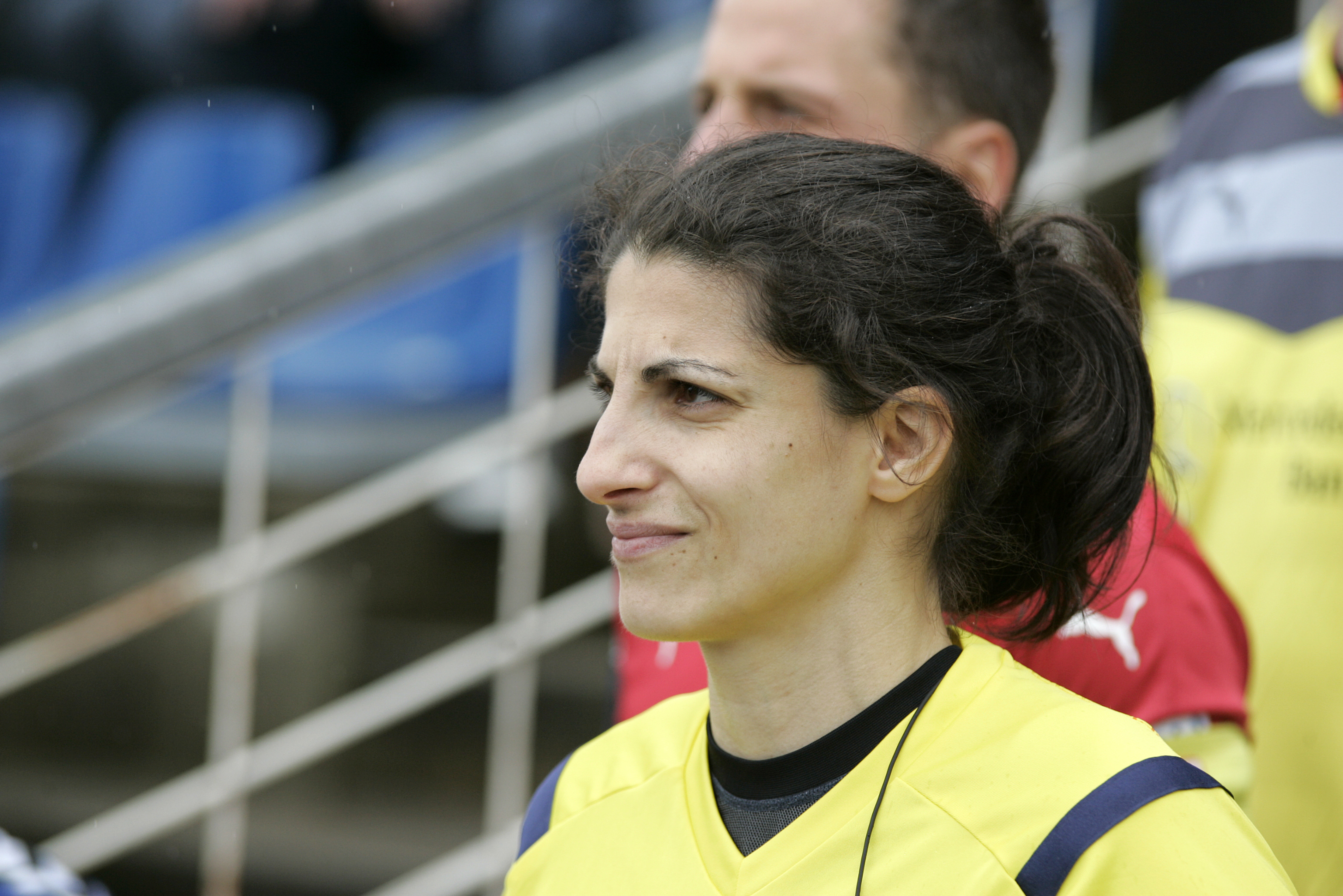
Riem Hussein

- Kurt-Theo C. Flurstab (* 1952), Komponist, Kirchenmusiker und Konzertpädagoge
- Frithjof Schmidt (* 1953), Politiker (B’90/Grüne) und Sozialwissenschaftler
- Rolf Großmann (* 1955), Musik- und Medienwissenschaftler
- Martin Ibler (* 1955), Rechtswissenschaftler
- Rainer Korff (* 1955), General
- Jürgen Osterloh (* 1955), Pädagoge, Musiker und Lyriker
- Sabine Walkenbach, geb. Wegener (* 1955), Schauspielerin und Synchronsprecherin
- Ralf Abrahms (* 1957), Politiker (B’90/Grüne), Politikwissenschaftler und seit 2002 Bürgermeister der Stadt Bad Harzburg
- Jochen Flinzer (* 1959), Konzeptkünstler
- Karl Krause (* 1960), langjähriger Vorstandsvorsitzender der Kiekert AG
- André Giogoli (* 1962), Fotograf und Autor
- Christian Juranek (* 1964), Kunstwissenschaftler und Museumsleiter im Schloss Wernigerode
- Maik Hendrik Sprotte (1964–2023), Japanologe
- Martin Bolik (* 1965), Hörspielautor und Produzent
- Andreas Speit (* 1966), Journalist und Publizist, Autor und Herausgeber
- Klaas Hübner (* 1967), Politiker (SPD) und Unternehmer
- Irina Kuhnt (* 1968), Hockeyspielerin und Olympiateilnehmerin
- Thorsten Schatz (* 1968), Autor und Journalist
- Oliver Krauß (* 1969), Politiker (CDU), Abgeordneter zum Landtag Nordrhein-Westfalens
- Robert Seegmüller (* 1969), Jurist und Richter am Bundesverwaltungsgericht
- Stefan Meissner (* 1973), Fußballspieler
- Gabriele Steinfatt (* 1977), Juristin; seit 2019 Richterin am Gericht der Europäischen Union
- Felix Wemheuer (* 1977), Sinologe, Autor und Professor
- Aljoscha Zinflou (* 1979), Theater- und Filmschauspieler
- Riem Hussein (* 1980), Fußball-Schiedsrichterin
- Lars Fuchs (* 1982), Fußballspieler

## Persönlichkeiten, die mit der Stadt in Verbindung stehen

Carl Haber

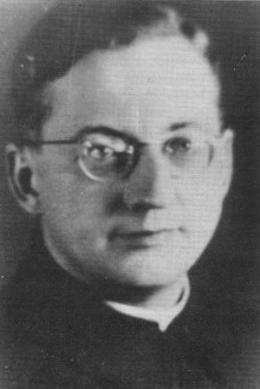
Christoph Hackethal

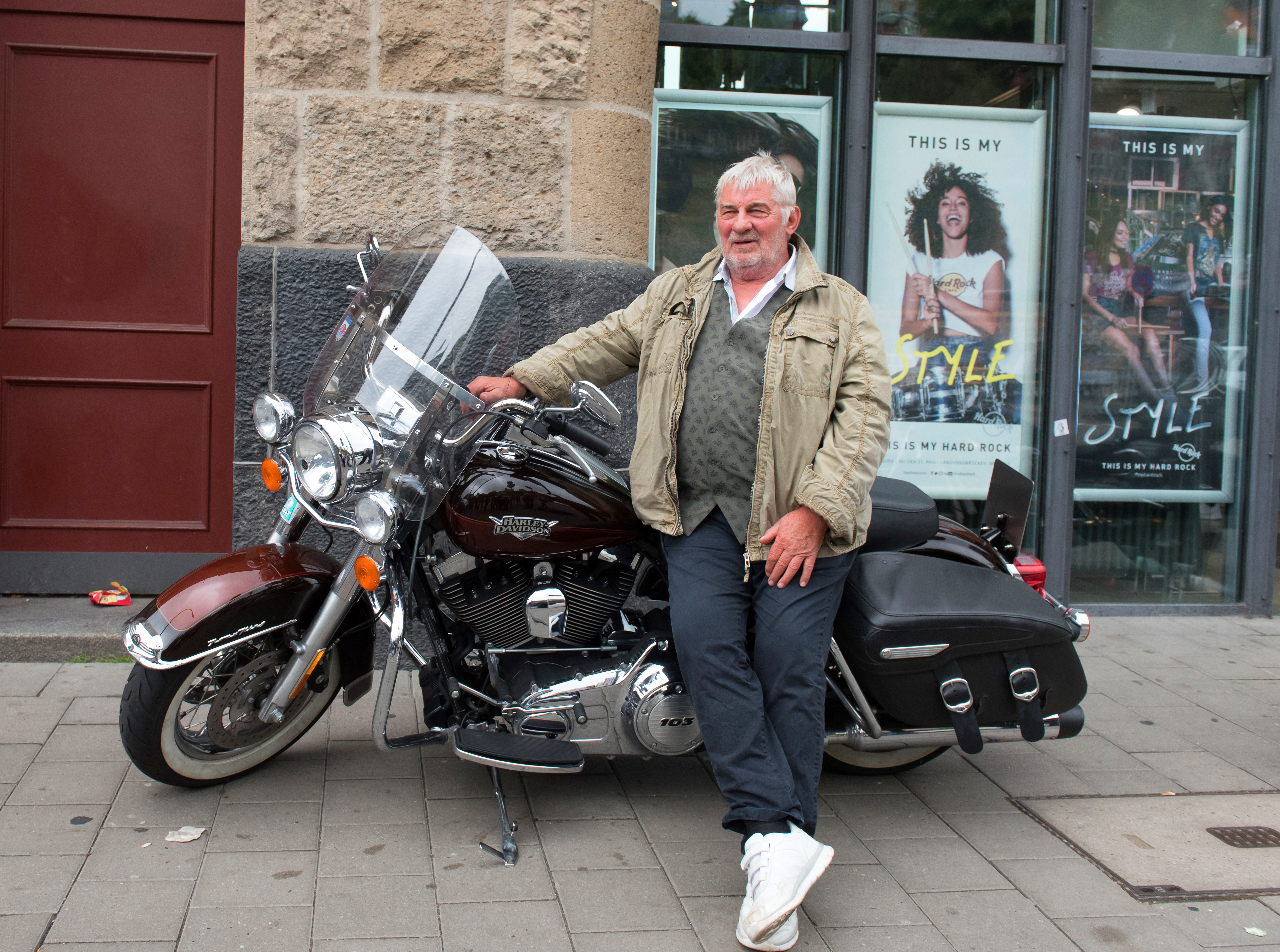
Heinz Hoenig

- Philipp August von Amsberg (1788–1871), Generaldirektor der Herzoglich Braunschweigischen Staatseisenbahn
- Werner von Siemens (1816–1892), Erfinder, schrieb in seinem 1882 errichteten Ferienhaus seine Lebenserinnerungen. Seine Tochter Hertha stiftete 1910 das „Ettershaus“ als Erholungsheim (vgl. Taut & Hoffmann#Gewerbebauten, Kirchenarbeiten und ein Erholungsheim).
- Carl Haber (1842–1895), Mitbegründer des Konsumvereins, der Kreditgenossenschaft und der Großeinkaufs-Gesellschaft Deutscher Consumvereine m.b.H. (GEG) Hamburg.
- Julius Elster (1854–1920), Lehrer und Physiker; starb hier
- Carl Peters (1856–1918), Kolonialist und Afrikareisender; lebte die letzten Jahre vor seinem Tod hier, starb in Woltorf
- Richard Stegemann (1856–1925), Ökonom und Handelskammer-Sekretär, starb hier
- Robert Fricke (1861–1930), Mathematiker, Erforscher elliptischer Modulfunktionen
- Rudolf Huch (1862–1943), Schriftsteller, starb hier
- Friedrich Koldewey (1866–1940), Pädagoge, Gymnasiallehrer und Historiker; ab 1894 Direktor des Gymnasiums in Bad Harzburg
- Max Frey (1874–1944), Maler, starb hier
- Julius Simonsen (1876–1943), Fotograf und Ansichtskartenverleger
- Martin Luserke (1880–1968), Reformpädagoge, Theaterschaffender, Barde und Schriftsteller leitete Seminare an der Jugendgruppenleiterschule in Bündheim[1]
- Gustav Adolf Erich Bogeng (1881–1960), Jurist, Büchersammler und Bibliophiler
- Dietrich Klagges (1891–1971), NSDAP-Politiker und Ministerpräsident des Freistaates Braunschweig; starb als Pensionär hier
- Karl Theodor Weigel (1892–1953), Sinnbildforscher
- Albert Renger-Patzsch (1897–1966), Fotograf der Neuen Sachlichkeit; lebte und wirkte in den späten 1920er-Jahren in Bad Harzburg
- Christoph Hackethal (1899–1942), römisch-katholischer Pfarrer und Gegner des NS-Regimes; wurde im KZ Dachau umgebracht
- Reinhard Höhn (1904–2000), führender SS-Ideologe und Gründer der Akademie für Führungskräfte der Wirtschaft Bad Harzburg
- Adolf Schmidt-Bodenstedt (1904–1981), Lehrer und Politiker (NSDAP, FDP), lebte seit 1948 in der Stadt
- František Wende (1904–1968), tschechoslowakischer Skispringer und Nordischer Kombinierer; lebte zuletzt und starb in Bad Harzburg
- Horst Voigt (* 1933), ehemaliger SPD-Politiker; wohnt in Göttingerode
- Luz Leskowitz (* 1943), österreichischer Violinist und Gründer sowie Künstlerischer Leiter der Harzburger Musiktage von 1970 bis 2005
- Rainer Popp  (* 1946), Schriftsteller und ehemaliger Direktor von Radio Luxemburg; eingeschult im Frühjahr 1952 in der Gerhart-Hauptmann-Schule in Bad Harzburg
- Hans Georg Faust (* 1948), CDU-Politiker
- Gerhard Silber (* 1950), Wissenschaftler, Hochschullehrer und Bildender Künstler
- Heinz Hoenig (* 1951), Schauspieler; wuchs in Harlingerode auf
- Tim Zechel (* 1996), Handballspieler